# Riddler
Riddler (Brasil: Charada/Portugal: Enigma) é um supervilão fictício que aparece nos quadrinhos publicados pela DC Comics, criado por Bill Finger e Dick Sprang. Ele apareceu pela primeira vez na Detective Comics #140 (outubro de 1948). O personagem é geralmente descrito como um mentor criminoso em Gotham City, que se deleita em incorporar enigmas e quebra-cabeças em seus esquemas, deixando-os como pistas para as autoridades resolverem. Riddler é um dos inimigos mais duradouros do super-herói Batman e pertence ao coletivo de adversários que compõem sua galeria de vilões.
Em 2009, Riddler foi classificado como o 59º maior vilão de quadrinhos de todos os tempos pela IGN. O personagem já foi adaptado para várias formas de mídia, incluindo filmes, séries de televisão e videojogos. Ele foi dublado por John Glover no universo animado DC, Robert Englund em The Batman e Wally Wingert na série de videojogos Batman: Arkham. Ele foi retratado em live-action por Frank Gorshin e John Astin na série de televisão Batman no ano 1966-1968, e no filme Batman de 1966 Jim Carrey no filme Batman Forever de 1995, Cory Michael Smith na série Gotham de 2014-2019 e é interpretado por Paul Dano no filme The Batman de 2022.